# 罗伯托·卡尔卡泰拉
罗伯托·卡尔卡泰拉（義大利語：Roberto Calcaterra，1972年2月6日—），意大利前男子水球运动员。他曾代表意大利国家队参加1996年、2000年和2004年夏季奥林匹克运动会水球比赛，其中1996年奥运会收获一枚铜牌。